# Ce monde interdit

Ce monde interdit (titre original : Questo mondo proibito) est un semi documentaire franco-italien réalisé par Fabrizio Gabella en 1963. Le générique du film précise en bonne place qu'il a été inspiré par Roger Vailland

## Synopsis
Le film dans sa première partie entend montrer l'aliénation de l'homme moderne par la publicité, puis nous parle de l'image de la femme dans la publicité, la société, le spectacle, la mode, les rêves, les fantasmes. Sa dernière partie est composée de faux scopitones grivois.

## Fiche technique
- Titre : Ce monde interdit
- Titre original : Questo mondo proibito
- Réalisation : Fabrizio Gabella
- Scénario : Fabrizio Gabella, Giovanni Bontempi, Fabio De Agostini,  Alba de Céspedes[1], Renato Mainardi, Salvatore Quasimodo, Christiane Rochefort, Roger Vailland
- Musique : Lallo Gori
- Photographie : Carlo Carlini
- Durée : 95 minutes
- Dates de sortie : 
  - France : 17 juin 1964
  - Italie : 1963

## Distribution
- Regina Seiffert : La fille au revolver
- Monique Watteau : elle-même dans le rôle de la femme écrivain (comme  Alika Watteau)
- Roland Ménard et Roger Carel : commentateurs en voix off pour la version française

## Autour du film
- Même si le film s'enorgueillit des signatures prestigieuses de Roger Vailland et de Christiane Rochefort, il n'a aucune prétention "sérieuse" et a été distribué en France dans le circuit de la sexploitation[2] et interdit aux moins de 18 ans. Le film fait plusieurs fois mine de dénoncer ce qu'il nous montre, mais personne n'est dupe.
- Le film contient une séquence très inspirée de Lettre de Sibérie de Chris Marker, on y voit d'abord une séquence muette montrant une jeune femme dans son lit très souriante et décontractée. Ensuite on revoit la scène et le commentateur nous indique cette fois ce que nous devons voir (et qui n'est pas du tout ce que nous avions imaginé)
- Le film a été réédité en DVD par René Chateau vidéo en 2010